# Morcilla

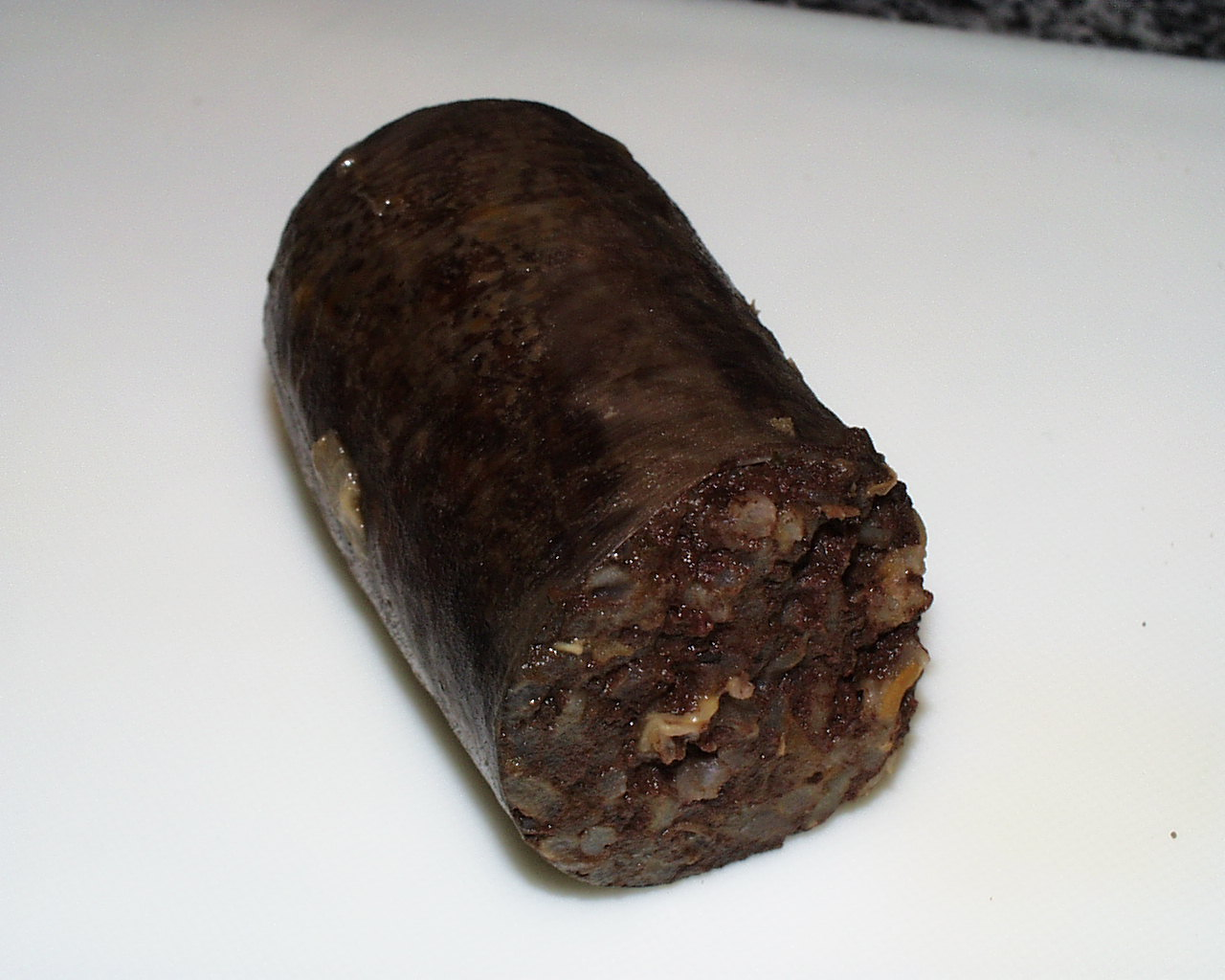
Gekochte Morcilla de Burgos

Morcilla [moɾ'θiʎa] ist eine spanische und lateinamerikanische Blutwurst. Sie wird je nach Region unterschiedlich
zubereitet. Bekannt sind z. B. die Morcilla de Burgos, die aus Schweineblut,
Fett, Zwiebeln und Reis hergestellt wird, die Morcilla de Jaén mit Pinienkernen statt Reis oder die Morcilla de verduras, die Porree anstatt Reis enthält. Kanarische Morcilla ist süßlich („morcilla dulce“) und wird mit Rosinen, Mandeln und Zimt hergestellt.
Der Geschmack der Morcilla Ibérica (Bellota) zeichnet sich dadurch aus, dass sie aus dem Fleisch und Speck der Iberischen Schweine ist, deren Hauptnahrung Eicheln sind.
Die Morcilla wurde früher mit dem Schlachtfest gegen Ende Herbst oder Anfang Winter zubereitet.
In der spanischen Küche wird die Morcilla gegrillt, gebraten oder in Eintöpfe (Bohnen, Linsen, Kichererbsen) gegeben. Man kann sie aber auch mit Brot essen. In der argentinischen Küche ist die Morcilla typischer Bestandteil von Grillplatten.
Gelagert soll sie an einem kühlen, trockenen Ort werden und bei einer Raumtemperatur von 18 bis 25 °C verzehrt werden.